# Riket II
Riket II (danska: Riget II) är en dansk miniserie från 1997 i 4 avsnitt, skapad av Lars von Trier, Niels Vørsel och Morten Arnfred och producerad för DR och SVT. Serien är en direkt fortsättning på Riket från 1994, men i högre grad än den första omgången inriktad på svart komedi och satir - inte minst mot vetenskapen och dess anspråk, och mot byråkratiska intriger - och något mindre på skräckdrama.
Handlingen utspelar sig på Rigshospitalet ("Riget") i Köpenhamn, ett sjukhus som befolkas av säregna personer och hemsöks av spöken och en demon.
Riket II visades även som långfilm på bio, i en version som var 4 timmar och 45 minuter lång.

## Handling

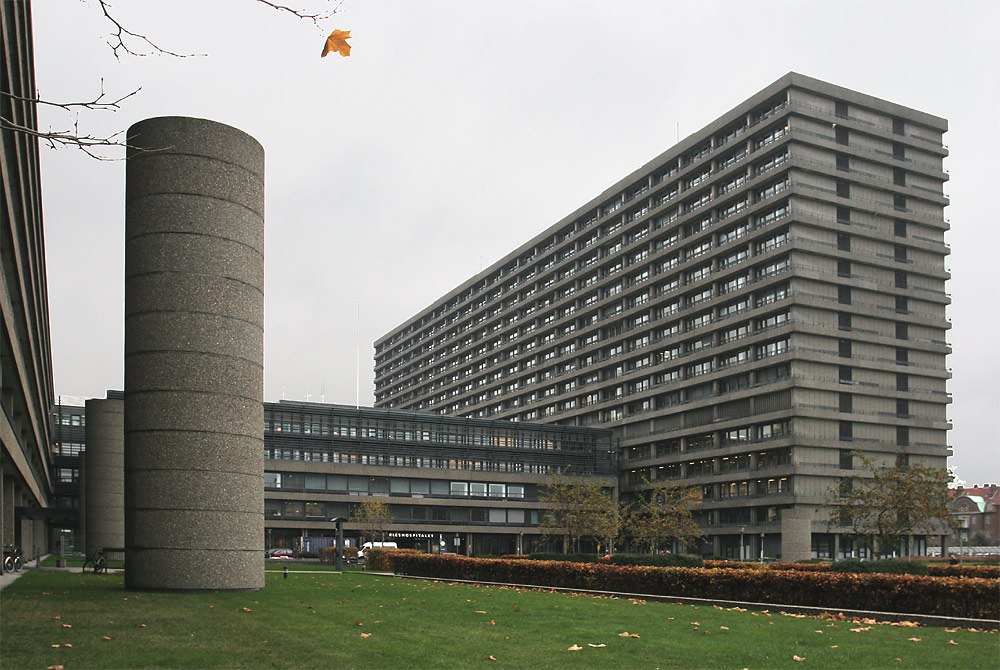
Rigshospitalet i Köpenhamn.

Riket II börjar där dramaserien Riket slutade; Judith Petersens barn har fötts, men är gravt missbildat och onormalt stort. Barnet visar sig också vara identiskt likt Åge Krüger, en överläkare som arbetade på Rigshospitalet på 1910-talet.
Avdelningsföreståndaren på neurokirurgen, Einar Moesgaard, är deprimerad efter den katastrofala inspektionen från hälsovårdsministern och sjukhusdirektören och börjar gå till en psykolog. Sjukhusdirektören å sin sida har beordrat en total översyn av hela sjukhusets verksamhet vilket leder till konfrontation och maktkamp mellan sjukhusdirektören och "Rigets Söner", ett hemligt sällskap bestående av Rigshospitalets mest framstående överläkare.
Professor Bondo har låtit operera in en cancerdrabbad lever i sig själv för att på så sätt få levern, som han behöver i forskningssyfte, som sin egendom. Tyvärr misslyckades operationen där Bondo sedan skulle få tillbaka sin egen, friska lever, varför han nu går omkring med en cancer som dessutom börjat sprida sig.
Överläkare Stig Helmer riskerar åtal för tjänstefel och försöker till varje pris undgå detta. Hans relation med Rigmor Mortensen är dock spänd eftersom Helmer i slutet av den första säsongen åkte till Haiti utan henne. Rigmor har skaffat en pistol och planerar att skjuta Helmer.
På Haiti fick Stig Helmer tag på ett gift som förvandlar den som dricker det till en zombie. Helmer planerar att ge giftet till sin störste fiende på avdelningen, Jørgen Krogshøj.
Fru Drusse skrivs ut från "Riget" och skall åka hem men får läggas in på sjukhuset igen efter en olycka som också involverat överläkare Helmer. Efter att ha återhämtat sig från olyckan inser fru Drusse att det fortfarande spökar på "Riget" och att det finns mer för henne att göra...

## Lista över avsnitt
1. "Mors in Tabula"
2. "Trækfuglene" (svenska: "Flyttfåglarna")
3. "Gargantua"
4. "Pandæmonium" (svenska: "Helveteslarm")

## Karaktärer och skådespelare
- Sigrid Drusse – Kirsten Rolffes
- Stig Helmer – Ernst-Hugo Järegård
- Einar Moesgaard – Holger Juul Hansen
- Jørgen "Krogen" Krogshøj – Søren Pilmark
- Rigmor Mortensen – Ghita Nørby
- Bulder Harly Drusse – Jens Okking
- Hansen – Otto Brandenburg
- Mary Jensen – Annevig Schelde Ebbe
- Palle Bondo – Baard Owe
- Judith Petersen – Birgitte Raaberg
- Mogens "Mogge" Moesgaard – Peter Mygind
- Diskare med Downs syndrom – Morten Rotne Leffers
- Diskare med Downs syndrom – Vita Jensen
- Camilla – Solbjørg Højfeldt
- Åge Krüger – Udo Kier (röst: Erik Wedersøe)
- Direktör Bob – Henning Jensen
- Sanne Jeppesen – Louise Fribo
- Lillebror / patient – Udo Kier (röst: Evald Krog)
- (Pigernes) Ole – Erik Wedersøe
- Mona Jensen – Laura Christensen
- Christian – Ole Boisen
- Lars von Trier – Lars von Trier (sig själv)
- Fru Svendsen / sekreterare – Birthe Neumann
- Präst – Nis Bank-Mikkelsen

## Citat
Stig Helmers monologer på sjukhusets tak är ersatta med scener där han tittar ner i en toalettstol, beskådandes sin egen avföring. I ett av avsnitten spelas den svenska nationalsången, varpå Stig Helmer säger;
Tre Kronor... eller rättare sagt: tre klumpar...